# Sophronius Clasen
Sophronius Clasen OFM (* 30. Mai 1909 in Mönchengladbach als Anton Clasen; † 21. April 1974 ebenda) war ein deutscher Franziskaner, Theologe, Kirchenhistoriker und Philosoph.

## Ausbildung, Forschungs- und Lehrtätigkeit
Anton Clasen begann 1929 sein Noviziat als Franziskaner in Warendorf und erhielt den Ordensnamen Sophronius. Sein Ordensgelübde legte er 1932 in Mönchengladbach 1932 ab; an der dortigen Ordenshochschule studierte er Theologie. 1934 wurde er zum Priester geweiht. Nach Studien in Rom wurde er 1937 mit einer Arbeit über den heiligen Bonaventura und den Mendikantenstreit an der Päpstlichen Universität Gregoriana zum Dr. theol. promoviert und kehrte an die Hochschule in Mönchengladbach zurück, um Patrologie, Kirchengeschichte und Geschichte des Franziskanerordens zu lehren. Während des Zweiten Weltkriegs arbeitete er kurzzeitig als Seelsorger in Trier.
Nach dem Krieg wurde von der Provinzialleitung der Kölnischen Franziskanerprovinz Colonia die Wiederaufnahme seiner Lehrtätigkeit im Mönchengladbach mit Skepsis gesehen. Kajetan Eßer ermöglichte schließlich durch seine Ablehnung dieser Fächer, dass Clasen wieder die Ordens- und Provinzialgeschichte übernehmen konnte. An der Universität zu Köln promovierte Clasen 1950 zum Dr. phil. mit einer Arbeit zur Geschichte der Theologischen Fakultät. Ab 1968  war er Lehrbeauftragter, ab 1970 Honorarprofessor an der Rheinischen Friedrich-Wilhelms-Universität Bonn.
Sophronius Clasen war ein herausragender Kenner der Geschichte des Franziskanerordens sowie der Theologie des 13. Jahrhunderts und ein Spezialist für Leben und Werk des heiligen Bonaventura. Bis zu seinem Tod war er Hauptschriftleiter und Mitherausgeber der franziskanischen Ordenszeitschrift Wissenschaft und Weisheit.

## Schriften
Eine Auswahl der Schriften von Sophronius Clasen listet die Akademie der Wissenschaften und der Literatur Mainz.